# Louville-la-Chenard
Louville-la-Chenard – miejscowość i gmina we Francji, w Regionie Centralnym, w departamencie Eure-et-Loir.
Według danych na rok 1990 gminę zamieszkiwało 228 osób, a gęstość zaludnienia wynosiła 12 osób/km² (wśród 1842 gmin Regionu Centralnego Louville-la-Chenard plasuje się na 912. miejscu pod względem liczby ludności, natomiast pod względem powierzchni na miejscu 694.).